# Sangah Noona
Sangah Noona ist eine südkoreanisch-stämmige, US-amerikanische Pianistin und YouTuberin.
Mit einer professionellen Ausbildung in klassischem und nichtklassischem Klavier legte sie einen persönlichen Schwerpunkt auf Arrangements und Interpretationen von Standards aus „rock, pop, classical, blues, funk, a little bit of jazz, and a tiny bit of country“. Vor und nach ihrem Umzug in die USA 2010 betätigte sie sich als Pianistin in Musicals sowie als Begleitung und in verschiedenen Luxushotels.
Durch die Corona-Pandemie 2020 verlor Noona den größten Teil ihrer Engagements. Zum Ausgleich des finanziellen Verlustes begann sie, regelmäßig Coverversionen populärer Songs auf YouTube zu posten und Wunschkonzerte gegen Bezahlung zu veranstalten. Einige dieser Videos gingen viral, so dass ihr YouTube-Kanal inzwischen mehr als 295.000 Follower hat (Stand Juni 2023) und ihre Videos zum Teil mehr als eine Million Mal angesehen wurden. Durch ihre gewachsene Bekanntheit konnte sie 2021 online Jam-Sessions veranstalten mit Musikern wie dem Cellisten Yo-Yo Ma, dem australischen Gitarristen Tommy Emmanuel, dem YouTuber Davie504 sowie den Mitgliedern der Band Queen Brian May und Roger Taylor.